# Раупов Рустам Бурханович
Руста́м Бурха́нович Рау́пов (нар. 15 грудня 1964, місто Красний Луч, Луганської області, Україна) — радник митної служби першого рангу, український політик, народний депутат України 7-го скликання та депутат Житомирської обласної Ради.

## Освіта
У 1982 році закінчив школу №1 м. Душанбе Таджикскої СРСР.
У 1987 році закінчив факультет «Радіоелектроніки» Житомирського вищого військового училища радіоелектроніки ППО за фахом радіоінженер. 
У 2019 році з відзнакою закінчив Національну академію державного управління (НАДУ) при Президентові України за фахом магістер "Публічного управління та адміністрування".
У 2024 році закінчив аспірантуру Полтавського університету економіки і торгівлі.

## Наукова освіта
У вересні 2024 року здобув ступінь вищої освіти Доктора філософії в галузі "Соціальної та поведінкової науки"

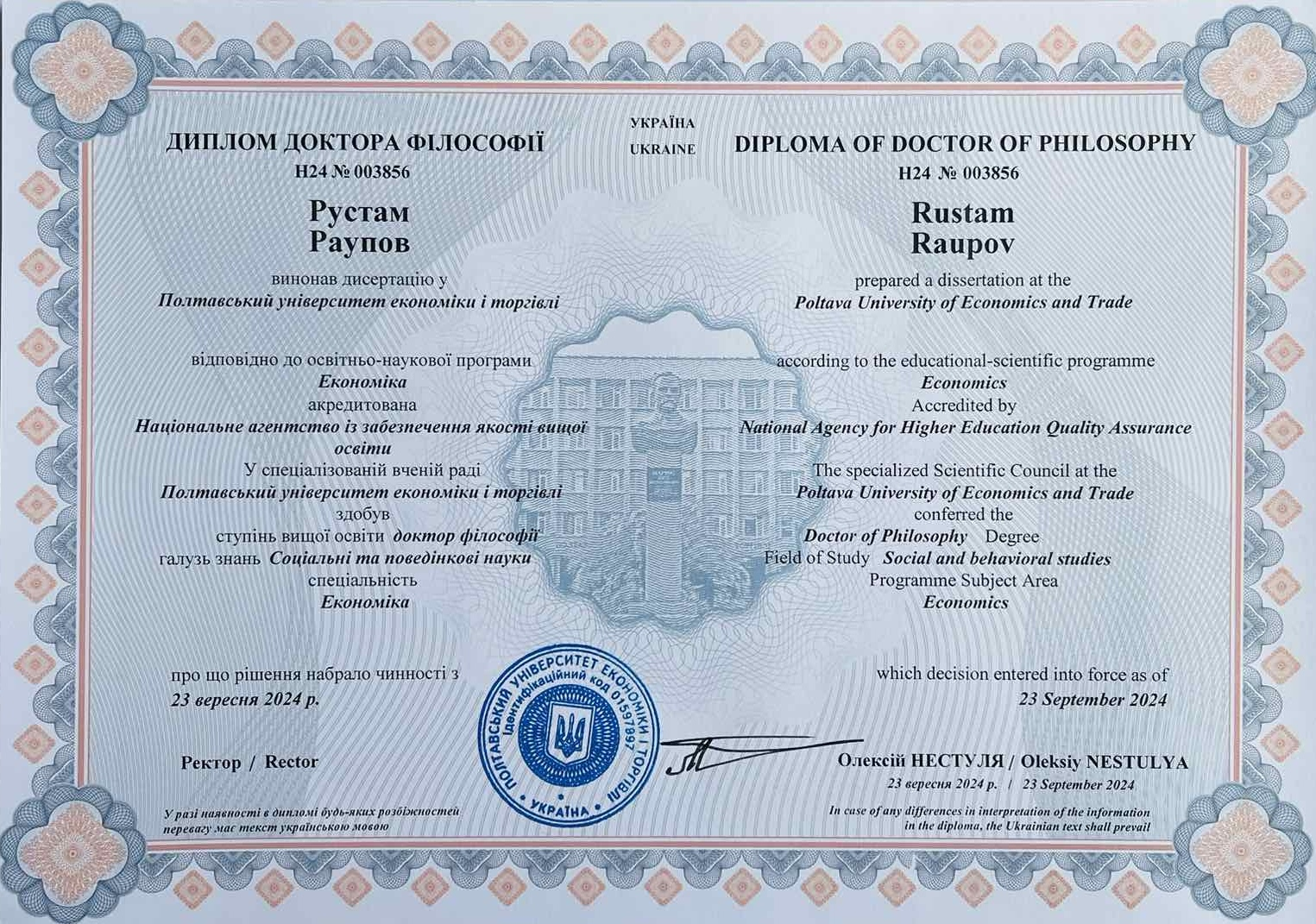
Диплом доктора Філософії

## Трудова діяльність
З 1982 по 1987 роки курсант Житомирського вищого військового училища радіоелектроніки ППО
З 1987 по 1992 роки проходив службу у Збройних Силах на різних офіцерських посадах. Старший офіцер запасу (майор).
З 1992 року засновник та керівник ряду підприємств у сфері телекомунікації в місті Житомир та місті Київ, а саме, з 1992 по 2003 роки генеральний директор "Наукова виробнича фірма" (НВФ), з 2003 по 2012 роки генеральний директор ТОВ "Медіум-ТВ" в місті Київ.
З 2017 по 2020 роки — управління проектами, експертна діяльність.
З 2020 року директор Спеціалізованої лабораторії експертних досліджень ДМСУ (Держмитслужби України).
З 2022 року директор Департамента Мiнiстерства.
Має перший ранг державного службовця за розпорядженням Голови ВР України №750 від 25.11.2014 р. 
Автор ряду наукових робіт в сфері маркетингових комунікацій. Проводить активну наукову та викладацьку діяльність.

## Парламентська діяльність
З 12 грудня 2012 до 27 листопада 2014 — народний депутат України 7-го скликання. Член комітету з питань свободи слова, голова підкомітету з питань друкованих засобів масової інформації та Інтернету Комітет Верховної Ради з питань свободи слова та інформації (до 2014), член Комітету Верховної Ради з питань національної безпеки і оборони (з 19 червня 2014).
З 2015 по 2017 роки депутат Житомирської обласної Ради 7-го скликання. Член Президії, Ради, голова фракції, голова постійної комісії з питань охорони здоров'я, соціального захисту населення та у справах ветеранів.

## Сім'я
Одружений, має доньку.